# John Ironside
Pour les articles homonymes, voir Ironside.
John Ironside, pseudonyme de Euphemia Margaret Tait, née en 1866 à Liverpool et morte en 1945, est un auteur britannique de roman policier.

## Biographie
Née dans une famille fortunée, elle reçoit une éducation privée. Elle devient ensuite journaliste. À partir de 1900, elle signe E. M. Tait une série d’articles sur l’art dans le magazine britannique Furnisher. À la même époque, elle prend à sa charge son neveu Eugen Roland Tait, quand il devient orphelin. Elle réside pendant de nombreuses années à Cheltenham dans le Gloucestershire.
Entre 1910 et 1945, elle adopte le pseudonyme de John Ironside pour publier neuf romans policiers, deux d’entre eux ayant pour héros l’inspecteur Freeman. Son roman le plus connu, La Cabine 19 (1923), est un récit policier mâtiné de mélodrame victorien.  La femme d’un responsable des Affaires étrangères est trouvée morte dans une cabine téléphonique après le vol de documents confidentiels que son mari tenait au secret dans le bureau de son foyer.  Un suspect bien évidemment innocent est écroué et ne peut compter que sur son épouse et ses amis pour le disculper avant qu’il soit pendu.  
Margaret Euphemia a également signé de son nom un ouvrage de dévotion religieuse.

## Œuvre

### Romans

#### SérieInspecteur Freeman
- The Red Symbol (1910)
- The Marten Mystery (1933)

#### Autres romans policiers
- Forged in Strong Fires (1912)
- The Call-Box Mystery ou The Phone Booth Mystery  (É.-U.) (1923) Publié en français sous le titre La Cabine 19, Paris, Librairie des Champs-Élysées, Le Masque no 18, 1928
- Chris: a Love Story (1926), roman d’amour contenant un crime passionnel
- Lady Pamela’s Pearls (1927)
- Jack of Clubs (1931)
- Blackmail (1938)
- The Crime and the Casket (1945)

### Autre publication signée Euphemia Margaret Tait
- Every Day: a Book of Comfort and Counsel Compiled from the Scriptures (1933)

## Sources
- Jacques Baudou et Jean-Jacques Schleret, Le Vrai Visage du Masque, vol. 1, Paris, Futuropolis, 1984, 476 p. (OCLC 311506692), p. 255.